# Hardstep
La hardstep (ne pas confondre avec darkstep ou drumstyle) est un sous-genre musical du drum and bass ayant émergé en 1994. 

## Caractéristiques
Il se caractérise par une production graveleuse, et des breaks plus courts que dans la oldschool jungle accompagnés de mélodies électroniques simplistes plus rapides et plus agressives. Il se caractérise également par un rythme percussif accentué.
Le genre trouve son public attentif chez les junglists, bien que sa popularité n'ait graduellement déclinée en parallèle à la popularisation de la techstep. La hardstep se popularise dans la scène drum and bass du continent nord-américain grâce à des musiciens tels que Evol Intent, Ewun et Dieselboy. Les premiers musiciens du genre hardstep sont DJ Hype et DJ Zinc.